# Rzeszów Politechnika
Rzeszów Politechnika – przystanek kolejowy w Rzeszowie w dzielnicy Staroniwa w Polsce. Przystanek został oddany do użytku 11 czerwca 2023 roku.